# آکاسیای گندم‌گون
آکاکیا گندم‌گون (نام علمی: Acacia fulva) نام یک گونه از سرده آکاسیا است.